# Бельв'ю (Флорида)
Бельв'ю (англ. Belleview) — місто в США, в окрузі Меріон штату Флорида. Населення — 5413 особи (2020).

## Географія
Бельв'ю розташований за координатами 29°3′53″ пн. ш. 82°3′24″ зх. д. / 29.06472° пн. ш. 82.05667° зх. д. (29.064683, -82.056567).  За даними Бюро перепису населення США в 2010 році місто мало площу 8,3 км², з яких 8,36 км² — суходіл та 0,01 км² — водойми. В 2017 році площа становила 9,93 км², з яких 9,92 км² — суходіл та 0,01 км² — водойми.

## Демографія
Згідно з переписом 2010 року, у місті мешкали 4492 особи в 1928 домогосподарствах у складі 1161 родини. Густота населення становила 537 осіб/км². Було 2324 помешкання (278/км²).
Расовий склад населення:
| - 86,8 % — білих - 6,1 % — чорних або афроамериканців - 1,1 % — азіатів - 0,5 % — корінних американців - 3,0 % — осіб інших рас |

До двох чи більше рас належало 2,3 %. Частка іспаномовних становила 13,2 % від усіх жителів.
За віковим діапазоном населення розподілялося таким чином: 22,2 % — особи молодші 18 років, 58,2 % — особи у віці 18—64 років, 19,6 % — особи у віці 65 років та старші. Медіана віку мешканця становила 41,4 року. На 100 осіб жіночої статі у місті припадало 89,2 чоловіків;  на 100 жінок у віці від 18 років та старших — 84,8 чоловіків також старших 18 років.
Середній дохід на одне домашнє господарство  становив 46 428 доларів США (медіана — 27 904), а середній дохід на одну сім'ю — 66 097 доларів (медіана — 55 703). Медіана доходів становила 24 359 доларів для чоловіків та 39 114 долари для жінок. За межею бідності перебувало 23,6 % осіб, у тому числі 30,7 % дітей у віці до 18 років та 25,4 % осіб у віці 65 років та старших.
Цивільне працевлаштоване населення становило 2027 осіб. Основні галузі зайнятості: освіта, охорона здоров'я та соціальна допомога — 19,7 %, роздрібна торгівля — 18,3 %, науковці, спеціалісти, менеджери — 17,9 %.